# Numer jeden wróg publiczny
Numer jeden wróg publiczny – debiutancka płyta hip-hopowej grupy JWP wydana 5 października 2007 r. nakładem wytwórni EmbargoNagrania. Na albumie znalazło się 16 premierowych utworów nagrywanych w latach 2004–2007. Gościnnie w nagraniach wzięli udział m.in.: Łysol i Siwers z Bez Cenzury oraz Junior Stress. Płyta dotarła do 17. miejsca listy OLiS.

## Lista utworów
Opracowano na podstawie materiału źródłowego.
1. Foster, Doni, Ero, Kosi - "Jeden" (prod. Kuba.O)
2. Foster, Ero, Kosi - "Chcę być tam" (gośc. Łysol, Setka) (prod. Kuba.O)
3. Foster, Doni, Ero - "Niepisane zasady" (prod. Szczur)
4. Foster, Doni, Ero, Kosi - "Mówią" (gośc. Bastek, Kear, Rybson, Tobi) (prod. Kuba.O)
5. Foster, Ero, Kosi - "Jestem tu" (gośc. Siwers) (prod. Szczur)
6. Foster, Doni, Ero, Kosi - "To jest JWP (skit)" (prod. Szczur)
7. Foster, Ero, Kosi - "Doceń to" (prod. Dezmond)
8. Foster, Doni, Ero, Kosi - "Biorę swoje" (prod. Siwers)
9. Foster, Ero - "Przez zazdrość zawiść" (gośc. Bzyker) (prod. Święty)
10. Foster, Doni, Ero, Kosi - "Kryminalne gry" (prod. Kuba.O)
11. Foster, Doni, Ero, Kosi - "Mimo wszystko" (gośc. Bastek, Tobi, Luigione) (prod. Kuba.O)
12. Ero, Kosi - "Bomber" (prod. Dezmond)
13. Doni, Kosi - "Epicentrum" (gośc. Signor, Junior Stress) (prod. Szczur)
14. Foster, Doni, Ero, Kosi - "Pogódź się" (gośc. Setka) (prod. Korzeń)
15. Ero, Kosi - "Bądź mistrzem" (gosc. Łysol) (prod. Siwers)
16. Foster, Doni, Ero, Kosi - "Mam 16 taktów" (prod. Szczur)